# Кивервил сир Јер
Кивервил сир Јер (фр. Cuverville-sur-Yères) насеље је и општина у северној Француској у региону Горња Нормандија, у департману Приморска Сена која припада префектури Дјеп.
По подацима из 2011. године у општини је живело 213 становника, а густина насељености је износила 19,26 становника/km². Општина се простире на површини од 11,06 km². Налази се на средњој надморској висини од 44 метара (максималној 164 m, а минималној 32 m).

## Демографија
| 1962. | 1968. | 1975. | 1982. | 1990. | 1999. | 2011. |
| ----- | ----- | ----- | ----- | ----- | ----- | ----- |
| 198   | 237   | 185   | 176   | 178   | 176   | 213   |

График промене броја становника у току последњих година